# Saint-Gilles-Vieux-Marché
Saint-Gilles-Vieux-Marché è un comune francese di 336 abitanti situato nel dipartimento delle Côtes-d'Armor, nella regione della Bretagna.

## Società

### Evoluzione demografica
Abitanti censiti